# リア充になれない俺は革命家の同志になりました
『リア充になれない俺は革命家の同志になりました』（りあじゅうになれないおれはかくめいかのどうしになりました）は、仙波ユウスケのライトノベルシリーズ。

## 概要
2016年3月より講談社ラノベ文庫（講談社）よりイラストを有坂あこが務める形で出版されている。
2016年5月には「ラノベニュースオンラインアワード2016」にノミネートされた。
2016年8月にはBOOK☆WALKERにて行われた講談社ラノベ文庫の編集部の公認企画「長〜いタイトルの略称を募集中」の中で同ライトノベルシリーズの略称が募集された。
作中には革命や共産主義に関する用語が数多く登場している。

## あらすじ
白根与一はスクールカーストの最下層に位置する青年。ハンガーストライキで図書館廃部に反対する問題児・黒羽瑞穂と出会った彼は学校内の階級社会にあたるスクールカーストを破壊するという彼女の計画を聞き、彼女の数少ない理解者として動いていく。

## 登場人物
白根与一
主人公。中学時代はバスケ部でレギュラーを務めていたオタクだったが、当時のバスケ部員が白根を無視しようとしているのを聞いてからは部活に活動せずにぼっちの道を選択した。黒羽瑞穂の理解者且つ制御役である。
黒羽瑞穂
図書館でハンガーストライキを起こしていた少女。過激な思想を元にした発言が多く、スクールカーストの破壊に力を注いでいる。
中善寺さくら
黒羽の幼馴染みで、スクールカーストの一軍に所属している。
高崎
男子バスケ部の部員。スクールカーストでは王様の立場にいる。
渋川
さくらの取り巻きの女子。

## 書籍情報
- 著: 仙波ユウスケ、イラスト: 有坂あこ、講談社ラノベ文庫〈講談社〉
  1. 2016年3月2日発売、ISBN 978-4-06-381517-7[5]
  2. 2016年12月27日発売、ISBN 978-4-06-381583-2[6]